# 懶吼猴
懶吼猴（Alouatta pigra），又名紅面吼猴，是中美洲的一種吼猴。牠們分佈在伯利茲、瓜地馬拉及墨西哥等接近尤卡坦半島的地方。牠們棲息在常綠、半落葉及低地雨林。雖然牠們與非洲的狒狒並非近親，但伯利茲仍稱呼牠們為「狒狒」。在狒狒保留地（Community Baboon Sanctuary）及卡克斯康伯盆地野生保育區（Cockscomb Basin Wildlife Sanctuary）及多個考古學位點都可以見到懶吼猴。

## 特徵
懶吼猴是吼猴中體型最大的，且是新世界猴中體型最大的一種。雄性平均重11.4公斤，而雌性則重6.4公斤。牠們體長介乎52-64厘米（不包括尾巴）。尾巴長59-69厘米，可以抓住物件。成年吼猴的毛長而且黑，幼猴則呈褐色。雄性4歲後陰囊就會變成白色。
懶吼猴主要吃葉子、果實及花朵，麵包樹佔了86%的食物來源。牠們的臼齒有高的展冠，可以磨碎葉子。雄性的舌骨很大，可以擴音，方便互相定位。牠們主要在暮晨及黃昏時吼叫。
懶吼猴的群居，群族約有1-2隻成年，每一隻雄性就有1.3隻雌性。群族內包括幼猴約有10個成員，最多曾見過有16個成員。牠們的領地佔3-25公頃。在伯利茲的狒狒保留地，每平方公里可以有超過250隻。
懶吼猴是日間活動及棲息於樹上的。牠們大部份日間時間都是在休息，四分之一的時間是在覓食，10%在運動，餘下的時間是在社交或做其他活動。
雌性4歲就達至性成熟，雄性則要6-8歲。雄性性成熟後就會離開群族，但雌性一般則會留下。牠們的壽命可以達20歲。

### 保育狀況
世界自然保護聯盟認為懶吼猴是瀕危，在未來的30年，其數量估計會下降達60%。牠們的威脅包括有失去棲息地及捕獵等行為。牠們正受到《瀕危野生動植物種國際貿易公約》附錄一的保護。

## 共域性
懶吼猴在墨西哥及瓜地馬拉近尤卡坦半島的地方，是與鬃毛吼猴共域的。有指牠們與紅背松鼠猴的祖先於中新世末或上新世由南美洲時遷往中美洲。後來巴拿馬地峽因海水高漲而被阻塞，200萬年後再次開通而引發另一次的遷徙。後來的移民包括有卷尾猴、鬃毛吼猴及黑掌蜘蛛猴的祖先，勝過早期的移民，並限制了牠們祖先的分佈地。

## 外部連結
- ARKive
- Infonatura （页面存档备份，存于）